# Arado E.555
Arado E.555 byl projekt německého proudového bombardovacího letounu vyvinutý pro program Amerika Bomber Říšského ministerstva letectví (který měl za cíl vývoj strategického bombardéru schopného náletu na kontinentální USA) v průběhu druhé světové války.
Konstrukční kancelář Arado Flugzeugwerke vytvořila v roce 1944 studii letounu, která obsahovala 15 různých návrhů označených E.555-1 až E.555-15. Preferovaná byla verze E.555-1, samokřídlo s šesti proudovými motory a velkou nosností. V prosinci 1944 byl nákladný projekt opuštěn, pravděpodobně kvůli zhoršení situace na bojišti a potřebě výroby stíhacích letounů.

## Specifikace (Arado E.555-1)

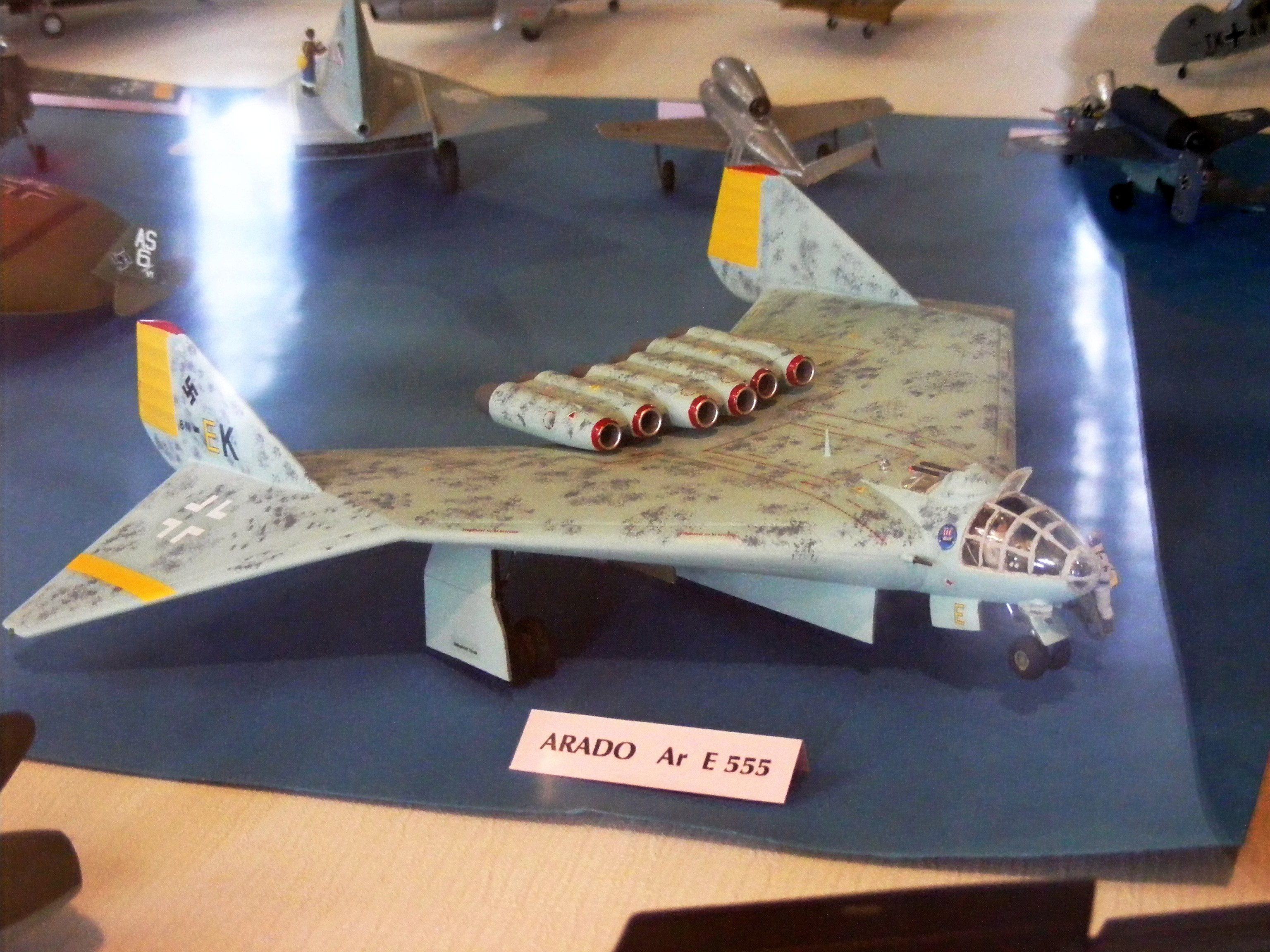
Model Arado E.555-1

Zdroj:

### Technické údaje
- Posádka: 3
- Rozpětí: 21,2 m
- Délka: ? m
- Výška: 5,0 m
- Nosná plocha: 125 m²
- Prázdná hmotnost: ? kg
- Vzletová hmotnost: 24 000 kg
- Pohonná jednotka: 6× proudový motor BMW 003

### Výkony
- Maximální rychlost: 860 km/h
- Dostup: 15 000 m
- Dolet: 4 800 km (s přídavnými nádržemi)